# 萬迪達德
《萬迪達德》（波斯語：Vendidad，为中古波斯語維迪弗達特（Vīdēvdāt）的误读，阿維斯陀語稱維達埃瓦·達塔（Vī-Daeva-Dāta），意為「祛除魔鬼的方法」（又做驱魔书，降魔书））達埃瓦是瑣羅亞斯德教中惡魔的統稱。萬迪達德的主要內容是瑣羅亞斯德教徒所應遵守的教法與戒律，其意旨在于：相符邪恶和魔怪（德弗）、确立义。采取查拉图什特拉（琐罗亚斯德）与至高神阿胡拉·玛兹达对话的形式，其内容涉及仪典的纯正、赎罪、种种戒律以及神话。另外還涉及衛生、喪葬、醫療等事，共二十二章。